# Louis Quilico
Louis Quilico, né le 14 janvier 1925 à Montréal et décédé le 15 juillet 2000 à Toronto, est un chanteur baryton canadien, qui s'est particulièrement illustré dans le répertoire italien et plus spécifiquement les opéras de Giuseppe Verdi.
S'il a chanté des dizaines de rôles différents au cours de sa carrière, c'est dans celui du rôle-titre de Rigoletto qu'il a incarné plus de 500 fois sur scène entre 1962 et 1994, qu'il est resté célèbre à tel point qu'on lui donnait le surnom de « Monsieur Rigoletto ».

## Biographie et carrière
Louis Quilico est né à Montréal au Québec. Il étudie avec Martial Singher au conservatoire de Montréal et au Mannes College à New York, ainsi qu’avec Teresa Pediconi et Riccardo Stracciari au conservatoire Sainte-Cécile à Rome. Il a débuté sur scène à l'Opéra Guild de Montréal dans le petit rôle de Rangoni dans Boris Godounov en 1954 et remporte les Metropolitan Opera Auditions of the Air en 1955mais c'est au New York City Opera qu'il fait ses débuts fin 1955 en incarnant Germont père dans la Traviata.
Il reprend le rôle pour la même compagnie en 1957, aux côtés du soprano Beverly Sills. En 1958, il se produit aux côtés de son ancien maître, Martial Singher, dans une production de La Grande Duchesse de Gerolstein au prestigieux Town Hall de New York.
En 1959, pour ses débuts en Europe, Louis Quilico incarne le rôle titre de Il Duca d’Alba au Festival dei due mondi à Spoleta, dans une mise en scène de Luchino Visconti sous la direction de Thomas Schippers.
Il fait ses débuts au Royal Opera House de Londres le 2 février 1961 en incarnant le petit rôle de Demetrius dans A Midsummer Night's Dream sous la direction de Georg Solti pour six représentations. Il devient membre de la compagnie, y demeurant jusqu’en 1963. Il apparait dans une série de représentations pour des rôles de plus en plus importants, dont Sharpless dans Madame Butterfly en mars 1961 puis en octobre de la même année, Thoas dans Iphigénie en Tauride en septembre 1961 aux côtés de Rita Gorr, Prince Yeletsky dans La Dame de Pique en décembre 1961. En mars 1962, il incarne Germont père aux côtés de Joan Sutherland dans La Traviata, mise en scène par Franco Zeffirelli. Il retourne à Covent Garden dix ans plus tard pour incarner successivement pour une représentation, Lord Henry Ashton (Enrico) dans Lucia Di Lammermoor en mai 1973, dans la prestigieuse distribution qui réunit Joan Sutherland et Luciano Pavarotti sous la direction de Richard Bonynge puis à nouveau Germont Père, toujours avec Joan Sutherland, et l'Alfredo d'Alfredo Kraus en janvier 1975.
En 1962, Louis Quilico chante au Théâtre Bolchoï de Moscou ainsi qu’au Staatsoper de Vienne, et se fait entendre pour la première fois à l’Opéra de Paris en 1963. Il chante lors de la création de l’oratorio Pacem in terris de Darius Milhaud et fait également partie de la distribution pour la création à Genève de La Mère coupable. Entre 1964 et 1971, M. Quilico se produit fréquemment dans nombre des plus grandes maisons d’opéra et est à maintes reprises l’invité du Canadian Opera Company et de l’Opéra de Québec.
En 1972, M. Quilico fait ses débuts au Metropolitan Opera, alors qu’il est appelé à remplacer Thomas Stewart au pied levé pour une représentation de Pelléas et Mélisande, dans le rôle de Golaud. Quelques mois plus tard, en septembre 1972, toujours au Metropolitan Opera, il remplace Tito Gobbi en Iago dans Otello, aux côtés de l'Otello de son compatriote canadien, le ténor Jon Vickers puis assure quatre représentations en décembre de la même année.
L’année suivante, en 1973, il est engagé dans cinq productions du Metropolitan Opera. Il est Germont père dans La Traviata, Mefistofele dans Faust, à nouveau Iago dans Otello, Coroebus dans Les Troyens (avec Shirley Verett et Jon Vickers) et surtout, il incarne le rôle-titre dans Rigoletto, marquant le début d’une longue et carrière avec la compagnie, qui a duré vingt-cinq saisons consécutives. On peut citer parmi ses performances importantes, outre de nombreux Rigoletto, Renato dans Un Ballo in Maschera (1975), et sa participation au prestigieux Gala du Met la même année, Amonasro dans Aida (1976), Le comte Di Luna dans Il Trovatore (1976), l'évêque de Blois dans Esclarmonde (1976), Scarpia dans Tosca (1977), Michonnet dans Adriana Lecouvreur aux côtés de Renata Scotto, José Carreras et Florenza Cossotto, Barnaba dans La Gioconda aux côtés de Renata Scotto (1980). En 1981, il chante à nouveau Rigoletto, dans la mise en scène de John Dexter et la représentation du 15 décembre est retransmise. Luciano Pavarotti est le Duc de Mantoue et Christiane Eda-Pierre chante Gilda, sous la direction de James Levine. L'enregistrement figure dans les archives de Met on demand. Il poursuit sa carrière au Metropolitan opéra, souvent désormais aux côtés de noms prestigieux de l'art lyrique, en reprenant divers rôles et en abordant de nouveaux personnages dont celui de Falstaff (1986), Le grand Prêtre de Samson et Dalila, aux côtés du Samson de Jon Vickers et de la Dalila de Marilyn Horne. En 1987, il chante dans Le Barbier de Séville dans le rôle de Bartolo avec son fils, Gino Quilico, qui incarne Figaro, et entre ainsi dans l’histoire de l’opéra comme le premier tandem père/fils à chanter au Metropolitan Opera,. Au cours des années 1970 et 1980, Louis Quilico est invité par diverses maisons d’opéra aux États-Unis et en Europe, et joue de nombreux rôles lors de la télédiffusion en Amérique du Nord et en Europe de l’émission Live from the Met (en). Il se produit également à l'Opéra de Paris, dans le rôle-titre de Falstaff  en juillet 1983, dans la mise en scène de Georges Wilson puis en juillet 1992 dans le Barbier de Séville en Bartolo (à nouveau avec son fil Gino Quilico en Figaro).
Louis Quilico chante pour la dernière fois le rôle de Rigoletto au Centre national des Arts à Ottawa, le 17 septembre 1994.
Après sa retraite de la scène en 1998, il a continué à se produire et à enregistrer, le plus souvent avec sa deuxième épouse, la pianiste Christina Petrowska-Quilico (en), CM, OOnt, MSRC, avec qui il a produit quatre CD. Le couple a également fait de nombreuses tournées ensemble en concert jusqu’à la mort de Quilico en 2000.
Louis Quilico est décédé le 15 juillet 2000 à Toronto, en Ontario.

## Distinctions, décorations, prix
M. Quilico est investi Compagnon de l’Ordre du Canada: la plus haute distinction honorifique conférée par le Gouvernement du Canada. L’Université du Québec lui décerne un doctorat honoris causa et l’Université de Toronto lui accorde le premier « Distinguished Visitor Award ».
M. Quilico est titulaire du Prix de musique Calixa Lavallée 1965 ainsi que de la médaille du Conseil canadien de la musique 1985. Une rue de la municipalité de Saint-Léonard (Île de Montréal) est nommée en son honneur. En novembre 1999, Louis Quilico reçoit le Prix du Gouverneur général pour les arts de la scène.
Quilico a reçu le Prix du Gouverneur général pour les arts du spectacle, la plus haute distinction canadienne dans le domaine des arts de la scène, en novembre 1999 pour sa contribution de toute une vie à la musique classique.)
- 1965 : Prix Calixa-Lavallée
- 1974 : Compagnon de l’Ordre du Canada
- 1985 : Médaille du Conseil canadien de la musique
- 1991 : Membre du Panthéon canadien de l'art lyrique
- 1999 : Prix du Gouverneur général pour les arts de la scène
- Doctorat honoris causa de l'Université du Québec
- Distinguished Visitor Award de l’Université de Toronto

Une rue de la municipalité de Saint-Léonard (Montréal) a été nommée en son honneur.

## Vie privée
Louis Quilico était marié à Christina Petrowska-Quilico (en), CM, OOnt, MSRC, pianiste de concert et professeur de piano et de musicologie, auteur et artiste, ainsi que beau-père de deux filles, Dominique et Delphine. Lina Pizzolongo, pianiste et coach vocal (1925-1991) fut sa première épouse. Elle était la mère de son fils Gino Quilico et de sa fille Donna Quilico.

## Discographie
- Donizetti, Il Duca d’Alba, dirigé par Thomas Schippers, 1959
- Verdi, Aida (extraits), avec Birgit Nilsson, Grace Hoffman, Luigi Ottolini, dirigé par Sir John Pritchard, 1963
- Donizetti, Maria Stuarda, avec Beverly Sills, Eileen Farrell, Stuart Burrows, dirigé par Aldo Ceccato, 1971
- Bellini, I puritani, avec Beverly Sills, Nicolai Gedda, Paul Plishka, dirigé par Julius Rudel, 1973
- Massenet, Thérèse, avec Huguette Tourangeau, dirigé par Richard Bonynge, 1974
- Massenet, Esclarmonde, avec Joan Sutherland, Giacomo Aragall, Huguette Tourangeau, direction Richard Bonynge, 1975
- Two of a Kind, avec Christina Petrowska-Quilico (en), piano, 1996
- Chants Français et Russes with Christina Petrowska Quilico, piano, 1998
- Vocal Gems - Live from New York, avec Christina Petrowska Quilico, piano, 2003
- Mr. Rigoletto: My Life in Music, avec Christina Petrowska Quilico, piano et divers orchestres, 2000
- The Most Happy Fella de Frank Loesser, avec Nancy Shade, 1997-9

## Sources
- Mr. Rigoletto : In Conversation with Louis Quilico, par Christina Petrowska Quilico (Captus Press, 1996, 1998)